# スペクター (サルゲッチュ)
スペクターは、コンピュータゲーム『サルゲッチュ』シリーズに登場する架空のキャラクター。
担当声優は坂本千夏。

## 概要
ピポサルたちの白きリーダー。1月28日生まれ（『サルゲッチュ3』で判明）。元は遊園地にいた人気者の小猿だったのだが、未完成だったピポヘルを被ったことで邪悪な心が芽生え、超能力に目覚めた。他の猿を率いて遊園地を脱走し、ハカセの研究所を襲撃した際にタイムマシンで別の時代に飛んだ。その後はピポヘルを量産して無数のピポサルを生み出し、自身は性能をパワーアップさせた特注ピポヘルを開発して被っている。
超能力はとても強く、強力な技（エネルギー弾、バリヤー、分身、爆発など）の他に洗脳も可能で、ヒロキを洗脳したこともある。しかしカケルはその意志力で跳ね返したため、効かなかった。パンツはシルク100%立体裁断高級ブランドパンツ（赤）を履いている（『ピポサル2001』で判明）。

## 人柄
自身やピポサルの力に絶対的な自信を持っており、人間をサルの支配下に置くべく度々侵略行為を行う。『2』では自分以外のピポサルが全てゲッチュされても諦めずに一人で支配を成し遂げると発言。その一方で、『1』におけるカケルとの決戦では戦闘前にかつて自分を飼育していた遊園地のスタッフの事を訊ねるといった、元の生活への未練を感じさせる一面も見せる。
- 『2』のボツシナリオでは自分を待っていてくれる人間の存在を知り人への理解を深め、知性を持った状態でもピポサルの侵略から世界を守るためにカケルへ協力する、という敵にならずむしろ味方として登場するものとなっている。この時にカケルが用いるゲッチュアミを開発している事から、スペクター自身の技術力も優れているという設定がうかがえる。

自己顕示欲が強いらしく、自身の顔を催したロゴを多用し、『1』ではそのロゴと同じ形をしたスペクターコインを様々な時代に設置している。
また、何らかのこだわりがあるのか、自身の説明において｢ボス｣と紹介されると、わざわざ通信で会話に割り込み、｢リーダー｣だ、と訂正してくる。
利用出来る物はなんでも利用する強かな考え方を持ち、『1』及び『2』ではハカセが発明した装置を用いて、『3』では人間が使用しているテレビを用いて侵略作戦を立てている。『ミリオンモンキーズ』では自分の偽物を倒した後、偽物が指揮していた軍隊を丸ごと頂いて新たな侵略を目論む。他、『1』ではヒロキを洗脳して自身の配下とし、彼を打ち破り自身の居城へと乗り込んだカケルの実力を認めて仲間となるよう勧誘している。
『3』では狡猾かつ残忍な性格となっており、自身と協力関係にあったDr.トモウキがサトルらに敗北して彼の秘密が露になった際には嘲笑と共に容赦なく切り捨て、地球の面積が現在の半分となれば人間は領土争いで醜く揉めるだろうと見下す。他、最終決戦の直前には降伏するふりをしてサトルらに騙し討ちを仕掛けた。

## 活躍

### ゲーム
- 『サルゲッチュ』ではハカセの作ったタイムマシンを使用して人間の歴史を改竄する。カケルが歴史改竄を阻止して現代に戻ると、既に街を制圧しておりハカセとナツミを人質に取った。スカイTVタワーでの戦いの後は本拠地であるスペクターランドでカケルを待ち構え、最後は空中に浮かぶ城でゴリアックに乗って対決する。破壊後は一度逃走したが、全てのサルを捕まえたカケルに異次元空間に追い詰められ、生身の体のまま最後の戦いを演じた末に再び敗北し、ゲッチュされる。その後は元の白猿に戻って遊園地に帰った。
- 『ピポサル2001』では何故か当初から復活しており、善良なサルを守るため、モンキーパークのオーナーから頼まれたカケルのパンツを奪う行為を阻止するべく動く。しかしその真の動機は自分の高級パンツを他のサルのパンツと一緒に洗われたくなかっただけだった。最後はカケルと戦い敗北し、ナツミの指揮の元、スペクターはカケルとハカセと共にパンツの洗濯をする(他に転送できていないパンツがある場合は再戦を予告し、ない場合はスペクターもパンツを脱がされる)。
- 『2』ではヒカルのミスにより、転送装置が壊れてパンツとピポヘルが飛ばされて復活。ピポッチを解析して得た人間の情報を基にナマケモノ砲を開発し、全人類を怠け者にしようとするが、月でゲッチュされ失敗。隙を突いて脱走し、月の裏にある秘密基地へと逃走するが、またしてもゲッチュされる。
- 『サルバト～レ』では、地球上で最も賢い生き物はピポサルであることを証明するべくハイテクオリンピアへピポサル６匹を出場させ、自分はヒロキを洗脳して二人係で大会途中にピポサルたちへ特訓を行う。終盤では謎の男に洗脳されたことでブラックスペクターとなり、高級バナナという餌に釣られてカケルたちへ襲い掛かる。エンディングでは地球の危機を救った部下を誇りに感じており、洗脳中も彼らのことを決して忘れていないと打ち明けるも、当の本人たちは聞く耳持たずにスペクターが手にしていた高級バナナを奪い、その取り合いを始めた。スタッフロールでは彼らに説教している姿が見られるが、彼らは足でバナナを持っていた。
- 『3』ではDr.トモウキによりピポヘルをかぶり復活。テレビ局「スペクターTV」を開局させ、そこで撮られた番組を全世界に放送、それを見た者をたちまち脱力させ、ナマケモノにさせる。最終決戦の場所は月の付近に浮かぶ宇宙ステーション。
- 『アカデミ～ア』ではシニア3年担当。
- 『ミリオンモンキーズ』では、バカンス中にサル軍団をニセスペクター（正体はピポトロンメタ）に乗っ取られる（しかもサル達はニセスペクターを本物だと信じて言うことを聞かない）。その為、偽物退治と不甲斐ないサル達に灸を据えるべくピポソルジャー軍団に戦いを挑む。戦いの最中、ピポトロンやカケル達との交戦を経て戦艦を墜落させるに至り、スペクターサイドではその後はブロブとの戦いを繰り広げ、最後はブロブコアを破壊してブロブの侵蝕から世界を救った。カケルサイドでは戦艦墜落後の出番は無い。
- 『フリフリ！』では設定が一新されている。こちらでも世界征服を企むが、本当の目的は数十年前に離れ離れになった親代わりのハルの元に還る事だった。敗北後は地球に連れ帰られ、ハルとの再会を果たして改心する。しかし直後にピポサルとピポトロンに拉致されてしまった。

### アニメ
- 『オンエアー』の第1期ではナツミのペットで「クータ」という名前の白い小猿がピポトロンJ達の仕業でピポヘルを被ることにより、スペクターになった設定。しかし、スペクターになってもクータの時の記憶は残っている。サルによるサルのためのサルの世界を築く事を目的としており、部下の安全にはなるべく気を配っている。地球を支配するべく世界各国へとピポサルを送り込むが、ハカセの家へと転送されたピポサルがきちんとしたもてなしを受け、そこで生活することを受け入れている事実を知ったことで人とサルが共存出来る可能性を知り、カケルの危機を救った後にクータとしての心を完全に取り戻してピポヘルの束縛から解放される。
- 第2期での前半からはクータとしての元通りの生活を送っているが、スペクター自身の人格は別の肉体を構成し始め、ピポサルたちの騒ぎによって発生する「サルエナジー」を集めるべくピポトロンブラザーズを言葉巧みに利用する。第12話にて、レースによって溜まったサルエナジーでクータとは別の存在となった「完全体スペクター」として復活を果たす（但し、誰がスペクターの復活を促したかは最後まで不明）。本人曰くクータだった頃は「体を借りていた」状態だったとの事で、独立した存在となった後はクータの影響下から完全に切り離されたかのように、嘗てのような優しさを持たない狡猾で冷酷な悪の首領と化した。しかしどこか抜けている点は変わらず、またウッキーファイブ誕生後は彼等に振り回される苦労人の面も強く描かれるようになる。復活後はサルエナジーを溜めるべく暗躍し、十分なエナジーが集まったところで地球上の全ての人間をピポサルに変える「人類サル化計画」を実行に移した。その後は瞬く間に人間達のピポサル化を進め、反撃に転じたカケル達も次々とピポサル化し、遂には地球全土をピポサル化の光で包まれてしまう。第25話では宇宙ステーションに乗り込んできたカケルと戦い、アーモンチェアと電気ショックなどの強力な攻撃で一時は優位に立つが、隙を突かれた事でチャルにステーションのシステムを乗っ取られ、宇宙に放り出された。
- 第2期での後半からはその二ヶ月後、事前に手配していた宇宙要塞「スペクトピア」によって救助され、早くも地球に帰還。カケル達に対して復讐を誓い、ウッキーファイブを誕生させる。次元転移マシーンを作成することで地球の転送を目論み、ハカセを誘拐。しかしハカセは寛ぐばかりで一向に協力せず、やがてカケル達に奪還される。その後はカケル達を恥ずかしい目に遭わせる事を主に目論むが、その傍で苦節ありながらも次元転移マシーンの開発に成功し、その技術を応用した兵器「ジテマキャノン」とそれを運用するための超巨大ロボ「スペクターロボ」を用いて宇宙から地球を襲撃する。しかしカケル達とピポトロンブラザーズの抵抗により地球の転送は失敗し、最後はカケル達とピポトロンブラザーズの機転によってウッキーファイブ全員がロボの手足ごと宇宙の彼方に去って行った事で文字通り手も足も出なくなり、スペクターロボの頭部（スペクトピア）ごとゲッチュされた。その後は転送されたパラダイスアイランドにて、他のピポサルに合わせて渋々ダンスを踊っている姿が確認され、チャルには「島の雰囲気に包まれて、いつかのんきな性格になってくれたらいいな～」と言われている。

### 漫画
『ウキウキ大作戦!』では実質的な主人公を務める。ゲーム版同様、元は普通のサルだったが、ピポヘルを被った事で悪に目覚めた。ただし、ゲーム版のように超能力を使う描写は無い。世界征服を企んでいるが、いつも上手く行かず酷い目にばかり遭う。また、人望が無くピポサル達とピポトロン3（サン）トリオにもあまり慕われていない。

## 搭乗したメカ
- 『サルゲッチュ』ではバトルクルーザーとゴリアックアーマー。
- 『ピポサル2001』ではゴリアックアーマー2。
- 『2』ではビックコングロボ（これは偽装の状態で、正体はパーフェクトゴリアック）（バトルクルーザーMk-2も登場するが、巨大化したウッキーイエローに潰されて戦闘は無し）。
- 『サルバト～レ』ではスーパーゴリアックアーマー（ブラックスペクターは戦艦ゴリアック）
- 『3』ではキングゴリアック。
- 『サルサル大作戦』ではメガゴリアック（上半身のみの状態と、頭部のみの状態の2回戦う）。
- アニメ版では「相対性巨大化理論」によって凄まじいサイズに巨大化したスペクターロボ（大きさは惑星サイズ、山サイズ、大陸サイズだったりとシーン毎に一定しない）。宇宙要塞スペクトピアを頭部として各部位が合体したもので、合体シーンではわざわざテーマソングも流れる。歌詞の中では「破壊神スペクターロボ」と呼称される。あまりにも大き過ぎるため、せっかく作ったジテマキャノンを指だけで潰してしまった。

## 必殺技
アーモンチェア
アーモンチェアに乗って、相手を追尾する攻撃をする。あたれば大きなダメージを与えられる。
サルバズーカ
サルを弾として込める樽を担いだサルたちを呼び出し、前方に向かってピポサルを連続で発射する。
ロケットチェア
アーモンチェアに乗り、体当たり攻撃をする。
ピポサルウェーブ
サルの大群が画面を埋め尽くす勢いで横切り、画面に映っている相手にダメージを与える。長い間連続ヒットするためコンボを稼ぎやすい必殺技。
サル乱舞（さるらんぶ）
バナナを当てた相手にサルの軍団が群がり、タコ殴りにする。
ゴリアックアイ
ゴリアックの頭部を呼び出し、眼から発射されるレーザーで180°薙ぎ払う。
戦艦射撃（せんかんしゃげき）
はるか上空に戦艦(画面に映るのは影のみで、戦艦自体を確認することは不可能)を呼び出し、前方に向かって前進しながら上空からミサイルで絨毯爆撃を行う。
ゴリアックハンド
ゴリアックの腕を呼び出し、目の前の地面にロケットパンチ攻撃をする。直撃すると大ダメージ、直撃しなくても衝撃波でダメージを受ける。乱戦時にとても有効。
フライングチェア
アーモンチェアにのり、上空からビーム攻撃をする。